# Gegenstandsbewusstsein
Gegenstandsbewusstsein ist ein Begriff aus der allgemeinen Psychologie.
Nach der Definition von Karl Jaspers umfasst das Gegenstandsbewusstsein im weitesten Sinne alles, was uns erkennbar gegenübersteht. Damit wird nicht nur die Leistung der Sinnesorgane angesprochen, sondern auch alles das, was vor unserem „inneren, geistigen Auge“ steht. Dies sei alles, was wir „erfassen, denken, anerkennen“, gleichgültig, ob es nun „wirklich oder unwirklich, anschaulich oder abstrakt, deutlich oder undeutlich“ sei. Jaspers unterscheidet zwischen bildhaften und leibhaften Qualitäten der Auffassung. Bei den bildhaften Qualitäten überwiege der Subjektivitätscharakter, bei den leibhaften der Objektivitätscharakter. Bildhafte Auffassungen sind nach Jaspers als Vorstellungen, leibhafte als Wahrnehmungen anzusehen. Durch den Prozess des intentionalen Akts werde das Empfindungsmaterial beseelt und gewinne hierdurch gegenständliche Bedeutung. Das Gegenstandsbewusstsein ist auch Teil des von Jaspers im Übrigen unterschiedenen Leibbewusstseins, da der Leib sowohl als Gegenstand mit Hilfe der Sinnesorgane im äußeren Raum wahrgenommen, als auch gefühlsmäßig als Zustand bzw. als Gefühlsempfindung im leiblichen Zustandsbewusstsein erfasst werden könne.
Oswald Bumke (1877–1950) rezipiert die von Jaspers getroffene Unterscheidung zwischen Vorstellungen und Wahrnehmungen und fügt hinzu, dass Vorstellungen „unbestimmt, schemenhaft und mehr oder minder farblos“ erlebt werden. Peter R. Hofstätter (1913–1994) hält die Unterscheidung von Gegenstands- (Wahrnehmung einer Sache für sich) und Zustandsbewusstsein (Gefühlsreaktion) insbesondere für den Bereich der Gefühle für wesentlich. Da Gefühle eine stark ausgeprägte Ichqualität besitzen, sei das Zustandsbewusstsein für diese zunächst subjektive Gefühlsbewertung wichtig. Es stehe graduell in umgekehrtem Verhältnis zum Gegenstandsbewusstsein, das sich – sprachgeprägt – auf sachlich objektive und daher im Wesen neutrale Tatsachen beziehe.
Von französischen und englischen Traditionen wurden leibhafte Qualitäten der Auffassung als Zönästhesien bezeichnet.